# 4-й канал Останкино
«4-й канал Останкино» — российский государственный телеканал. Принадлежал РГТРК «Останкино». Осуществлял вещание с 13 апреля 1992 по 17 января 1994 года. Редакции и студии телерадиокомпании, из которых она вела вещание по 4-му каналу Останкино, располагались в телецентре «Останкино» (АСК-1).

## История

### 1991—1992. Образовательная программа телерадиокомпании «Останкино»
27 декабря 1991 года был начат процесс ликвидации Всесоюзной государственной телерадиокомпании, на её базе была учреждена РГТРК «Останкино», которая с 1 января 1992 года начала вещание по всем её теле- и радиоканалам. Лицензия на её вещание никогда не выдавалась, 4-й канал Останкино никогда не регистрировался как средство массовой информации. После принятия положения о РГТРК «Останкино» правами средства массовой информации пользовалась телерадиокомпания в целом, вещание шло на основании постановления Правительства РФ. Существовавшая дирекция программ 4-го канала Останкино, в отличие от РГТРК «Останкино» в целом, ИТА, тематических студий и творческих объединений телерадиокомпании (выпускавших немногочисленные оригинальные программы и фильмы телеканала), статуса юридического лица не имела.
Вещание шло под названием «Образовательная программа». Передачи начинались с 11:00, около полудня начинался перерыв. Утренняя программа состояла из художественного телефильма и концертной программы или программы об искусстве. В части случаев там могли включаться развлекательные программы, премьеры или повторы документальных телефильмов. По окончании эфирной паузы передачи возобновлялись около 17:00 и заканчивались перед полуночью. Будничная вечерняя программа в этот период состояла из премьеры или повтора документального телефильма, повтора какой-либо юношеской или научно-популярной передачи, а также: программ и телефильмов об искусстве, концертных программ и телефильмов-концертов, мультфильмов, уроков иностранного языка (итальянского, французского, немецкого, испанского и английского), повторов художественных телефильмов (преимущественно отечественных как односерийных, так и многосерийных мини-сериалов). Иногда по будням также показывались спортивные трансляции — например, матчи чемпионата России по футболу и национальной сборной по данному виду спорта, как полностью, так и в равных ролях с первой программой, а также образовательные программы. Примерно из того же состоял эфир и в выходные дни, включая повторы детских советских телефильмов.

### 1992—1994. 4-й канал Останкино
13 апреля 1992 года руководство вещанием по утренней, дневной и ранневечерней будничной сетке было передано ВГТРК. С 1 июня «Образовательная программа» сменила название на «Российские университеты», однако программная политика в отличие от названия канала в первое время практически не изменилась — все прежние передачи, включая передачи для детей, уроки иностранных языков и прочие передачи просветительского характера, советские художественные и телевизионные фильмы по-прежнему оставались в сетке. Дополнением стали лишь некоторые программы музыкального или развлекательного характера и спортивные телетрансляции, не помещавшиеся в сетку вещания основного канала РТР. Руководство вещанием по поздневечерней будничной программе и программе выходных и праздничных дней, было оставлено за РГТРК «Останкино», вечерний блок передач которой в будние дни начинался в 22:00, по завершении передач Российских университетов. В рамках вечернего блока остался преимущественно показ одного художественного фильма, что-либо кроме фильмов шло в меньших количествах или могло отсутствовать вообще. Из будничной программы в программу выходных дней, руководство которой полностью оставалось за РГТРК «Останкино», был перенесён показ части документальных телефильмов и всех мультфильмов, повтор юношеских и научно-популярных программ и экспериментальные программы. Вещание в выходные дни начиналось в 9:00, за редким исключением. В программной сетке на эти дни уроки иностранных языков отсутствовали. Всё своё эфирное время РГТРК «Останкино» вещала под названием «4-й канал Останкино» с соответствующим логотипом в виде стилизованной арабской цифры «4» в рамке, в правом нижнем углу экрана.
Программа праздничных и выходных дней стала включать в себя больше развлекательных передач, к выпуску которых была причастна телекомпания АТВ («Авторское телевидение», «Новая студия»). Президент АТВ при этом получил должность генерального директора 4-го канала Останкино. Инициатива подобных изменений принадлежала тогдашнему председателю телерадиокомпании Егору Яковлеву, который предложил команде АТВ реабилитировать 4-й канал Останкино, представлявший собой тогда «телепомойку из повторов передач и заплесневелых учебных программ».
9 января 1993 года эфир 4-го канала Останкино изменился. Будничная программа стала состоять из эстрадных или симфонических концертов, страноведческой программы «Житие планеты», программы «Бильярд в половине двенадцатого» (по понедельникам), повторов восточноевропейских художественных кинофильмов (по вторникам), повторов кинофильмов студии «Ленфильм» (по средам), театральных спектаклей (по четвергам), спортивных трансляций (по пятницам). С 15 февраля 1993 года она также включала в себя программу «Времечко». Изначально она задумывалась как видеоверсия рубрики «Срочно в номер!» популярной столичной газеты «Московский комсомолец», но затем, после нескольких неудачных эфиров в таком виде, стала выходить в интерактивном формате в жанре народных новостей. Также будничная программа и программа выходных дней с 4 по 29 декабря 1993 года включала в себя телесериал «Дживс и Вустер».
3 октября 1993 года вечером вещание 4-го канала Останкино было прервано в связи с вооружённой осадой здания телецентра, вместе с 1-м каналом Останкино, OITV, ТВ-6 и МТК, в соответствии с приказом председателя РГТРК «Останкино» Вячеслава Брагина.

## Прекращение вещания телеканала
С 17 января 1994 года вечерний эфир на 4-м канале перешёл от РГТРК «Останкино» к ТОО «Телекомпания НТВ» (телеканал «НТВ»), а утренний и дневной — ВГТРК (телеканал «Российские университеты»). Вещание телеканала было полностью прекращено. Часть программ бывшего 4-го канала Останкино до 29 августа 1997 года («Времечко» и «Третий глаз», ранее ещё и «Воскресенье с Дмитрием Дибровым») продолжала производиться АТВ уже для телеканала НТВ, до замены их на похожие программы собственного производства телекомпании НТВ. До 10 ноября 1996 года логотип телеканала НТВ в левом нижнем углу во время данных передач не отображался (тем самым телеканал снимал с себя всю ответственность за содержание этого телепродукта, ввиду собственной непричастности к его производству).
В самом начале вещания НТВ на этом телеканале также был показан один из последних отснятых ещё для 4-го канала выпусков авторской программы Владимира Маслаченко «Спорт+Спорт», за который уже были заплачены деньги и который должен был по этой же причине обязательно пройти в эфире. Передача была не одобрена руководством НТВ, в связи с чем телекомпания до осени 1996 года решила не рассматривать никакие варианты сотрудничества с этим комментатором. По этой же причине в течение следующих 2 лет Маслаченко не появлялся на центральных каналах — работал на «Радио России» и занимался организацией русской версии телеканала «Eurosport».
Кира Прошутинская вспоминала:

Мы были белыми воронами, всегда стояли сбоку. Не потому, что этого хотели, но по сути такими были. И всё-таки у нас был какое-то время бывший учебный канал, который фактически принадлежал «АТВ». Тогда там работали Ваня Кононов, Дима Дибров; «Времечко» появилось именно там. Это был телеканал, который потом у нас отобрали в пользу «НТВ». Это была жуткая трагедия, когда сто человек остались без работы, без перспективы. Канал был уже раскрученный, прикормленный, «Времечко» смотрели все. И эта программа, новости о маленьком человеке, могла бы ещё годы и годы идти.

## Руководители

### Генеральный директор
- Анатолий Малкин (1992—1994)

### Главный редактор
- Иван Кононов — ведущий передач (1992—1994)[40]

### Главные режиссёры
- Дмитрий Дибров — ведущий передач (1992—1993)
- Лев Новожёнов — ведущий передач (1993—1994)

## Программы
- «Детский час» (1992) — детская познавательная программа (ранее на «Первой» и «Образовательной программе ЦТ», позже на телеканалах «1-й канал Останкино», «Российские университеты», затем на НТВ в блоке познавательных программ производства разных ТПО ВГТРК, далее закрыта; с сентября 2007 года по 30 мая 2015 года похожая версия передачи показывалась на ВКТ)
- «Человек. Земля. Вселенная» (1992) — научно-популярная программа (ранее на «Образовательной программе ЦТ», позже на телеканале «Российские университеты» в 2010-е годы передачу с таким названием показывали «Пятый канал» и «ОТР»)
- «Норма» (1992—1994) — информационная программа
- «Новости-4» (1993) — информационная программа
- «Новости культуры» (1992—1994) — информационно-культурная программа
- «Новости Deutsche Welle» — информационная программа международного телеканала Deutsche Welle
- «Площадка МузОбоза» (1992—1993)
- «Воскресенье с Дмитрием Дибровым» (1992—1994) — интерактивная программа в прямом эфире (позже на «НТВ»)[41]
- «Авто-мото мир» (1992—1994)
- «Девятка» (1992—1993) — музыкальная программа, показ видеоклипов
- «Мотор!» (1992—1993) — авторская программа Вадима Верника о кино
- «Спорт+Спорт» (1992—1994) — спортивная программа Владимира Маслаченко[42][43] (последний выпуск прошёл на «НТВ», далее программа была закрыта)
- «В гостях у Ивана Кононова» (1992—1994)
- «В гостях у Дмитрия Диброва» (1992—1994)
- «В гостях у Муслима Магомаева» (1992—1994)
- «Антре» (1993—1994)
- «Времечко» (1993—1994) — информационная программа народных новостей, обсуждение ведущими различных событий (позже на телеканалах «НТВ», «ТВ Центр» и «PRO Деньги»)[44]
- «Визави» — получасовая программа о современной культуре
- «Слушай» (1993) — экспериментальная программа, основанная на пронзительных документальных монологах людей
- «Мускул-шоу» (1993—1994) — развлекательная программа
- «Третий глаз» (1993—1994) — публицистическая программа Ивана Кононова (позже на «НТВ»)[45]
- «Выбери меня» (1993) — информационная программа Матвея Ганапольского о кандидатах в депутаты Государственной думы (позже на «ТВ-6»)
- «Плейбой» (1993—1994) — эротическая программа, видеозарисовки на эротическую тематику (позже на «НТВ», «ТВ-6», «ДТВ» и «REN-TV»)
- «Курс. Экономические новости» (1993)
- «Видеоспорт» — спортивная программа, видеоканал, включавший в себя нарезки телетрансляций (1992)
- «Сто с плюсом» (1993—1994) — телеигра[46]
- «В дни школьных каникул» — кинорубрика в которой показывались детские художественные телефильмы, будни 11.15-12.30, показывалась только в дни весенних школьных каникул 1992 года

## Повторы программ по выходным
С 1992 по 1994 год по выходным дням 4-й канал Останкино показывал передачи с 1-го канала Останкино:
- Аншлаг, аншлаг
- До 16 и старше…
- Счастливый случай
- Брейн-ринг
- Человек и закон
- Пока все дома
- С утра пораньше
- МузОбоз
- Любовь с первого взгляда
- Матадор
- КВН
- В мире животных
- Тема
- Под знаком зодиака
- Клуб путешественников
- Я — женщина

## Телесериалы
- Дживс и Вустер